# Макун (Іллінойс)
Макун (англ. Maquon) — селище (англ. village) в США, в окрузі Нокс штату Іллінойс. Населення — 218 осіб (2020).

## Географія
Макун розташований за координатами 40°47′53″ пн. ш. 90°9′47″ зх. д. / 40.79806° пн. ш. 90.16306° зх. д. (40.798100, -90.163136).  За даними Бюро перепису населення США в 2010 році селище мало площу 0,41 км², уся площа — суходіл.

## Демографія
Згідно з переписом 2010 року, у селищі мешкали 284 особи в 126 домогосподарствах у складі 78 родин. Густота населення становила 690 осіб/км².  Було 137 помешкань (333/км²).
Расовий склад населення:
| - 99,6 % — білих |

До двох чи більше рас належало 0,4 %. Частка іспаномовних становила 0,4 % від усіх жителів.
За віковим діапазоном населення розподілялося таким чином: 21,1 % — особи молодші 18 років, 61,3 % — особи у віці 18—64 років, 17,6 % — особи у віці 65 років та старші. Медіана віку мешканця становила 39,9 року. На 100 осіб жіночої статі у селищі припадало 101,4 чоловіків;  на 100 жінок у віці від 18 років та старших — 100,0 чоловіків також старших 18 років.
Середній дохід на одне домашнє господарство  становив 52 615 доларів США (медіана — 48 250), а середній дохід на одну сім'ю — 58 711 долар (медіана — 53 750). Медіана доходів становила 39 500 доларів для чоловіків та 31 250 доларів для жінок. За межею бідності перебувало 10,7 % осіб, у тому числі 10,4 % дітей у віці до 18 років та 11,3 % осіб у віці 65 років та старших.
Цивільне працевлаштоване населення становило 171 осіб. Основні галузі зайнятості: освіта, охорона здоров'я та соціальна допомога — 31,0 %, виробництво — 17,5 %, роздрібна торгівля — 11,1 %, транспорт — 8,2 %.